# Beembe
Beembe (även bembe, babembe, wabembe) är ett bantufolk som lever framför allt i södra Kongo-Brazzaville, i provinsen Bouenza och i städerna Brazzaville, Dolisie och Pointe-Noire. De är en av många grupper som räknas till folkgruppen kongo. De kallas ibland västra bembe för att de inte ska förväxlas med bembe i östra Kongo och i Tanzania, en grupp med samma namn. Det finns de som menar att beembe vid något tillfälle vandrat från Tanganyikaområdet i östra Afrika och att deras språk, kibeembe, har likheter med språken där.

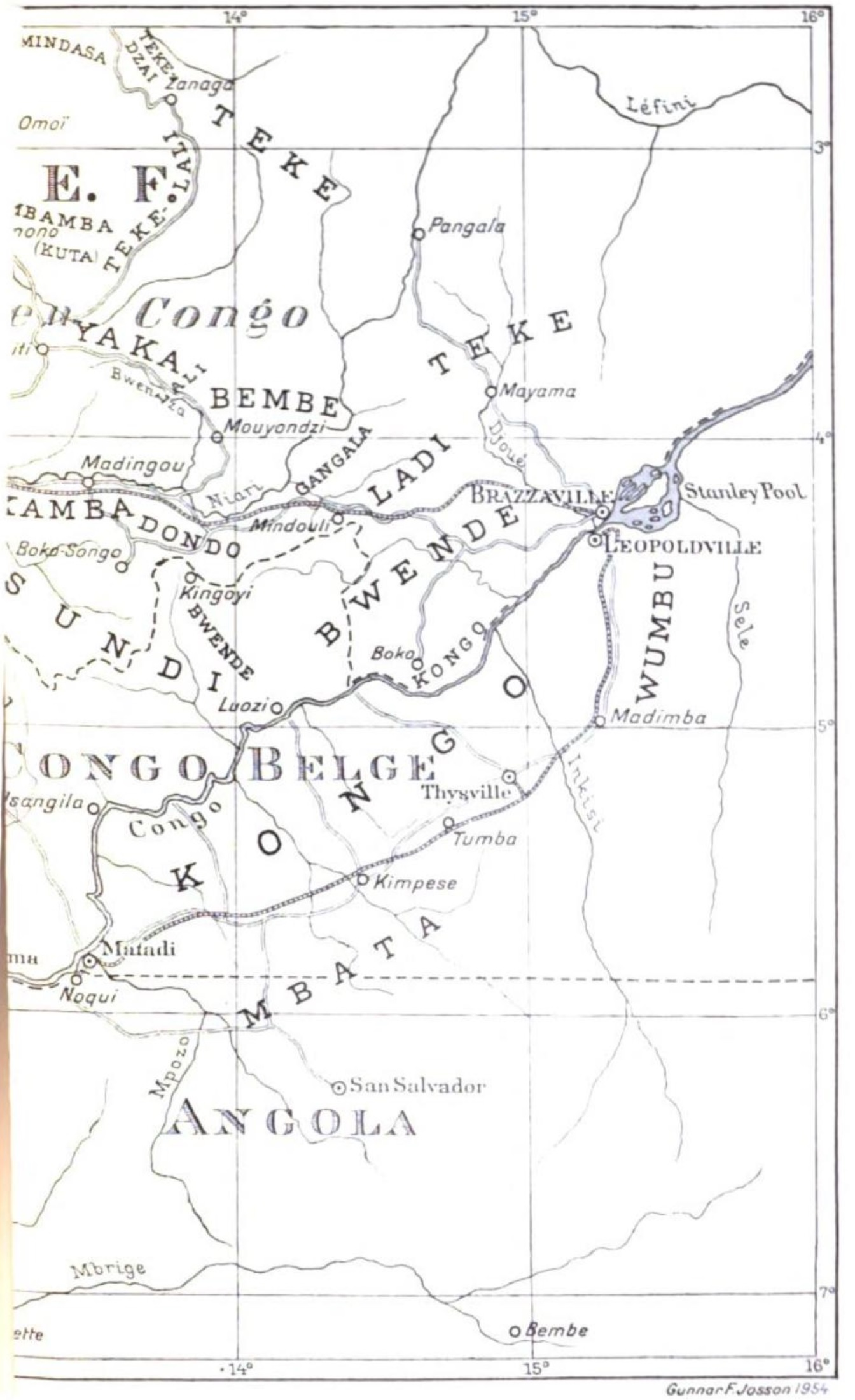
Karta som visar beembe och andra etniska grupper i Nedre Kongo.

Beembefigur utskuren i ljust trä som föreställer en mansfigur bärande ett djur på axlarna. Magen är tatuerad och hår, skägg och bröstvårtor är markerade med svart. Ögonen är av porslin. Insamlad av Karl Edvard Laman.

## Social organisation
Deras sociala organisation är baserad på den matrilinjära klanen vilket innebär att släktskap räknas på moderns sida. Släktens medlemmar kunde traditionellt bo i flera byar. Familjeenheten omfattade i allmänhet tre generationer. Byns hövding, nga-bula, skötte kommunikationen med förfäderna. Förfäderna fortsatte att spela en viktig roll i samhället och den sociala organisationen.

## Jakt
Beembes samhälle och ekonomi är baserat på jordbruk. I det traditionella samhället var även jakten central. Innan jägaren gav sig av på jakt, åkallade hövdingen förfädernas andar med hjälp av knäböjande statyetter, dvs den position som jägaren har när han väntar på sitt byte.

## Traditionell religion
I det förkristna beembesamhället fanns en skapargud, Nzambi som inte fick avbildas. Han styrde över liv och död – såvida inte det senare var resultatet av en ndoki, en typ av trollkarl (sorcerer), som använde magi för att "äta upp" andra klanmedlemmars livskraft. Det fanns nära band mellan förfäderna och de nu levande.

Sittande relikskulptur (muzidi) från byn Kolo. Tillverkad av en ram av palmblad insvept i importerade bomullstyger. Tänderna utgörs av små träbitar. Figuren håller armarna i en gest som samtidigt pekar mot Gud i himlen och på horisonten - gränsen mellan vår värld och förfädernas underjordiska värld. Insamlad av Karl Edvard Laman 1915-1919.

## Beembefigurer
Beembefigurer finns framför allt som träskulpturer eller tygfigurer. Det förekommer även kombinationer men de är ovanliga. Det varierar i litteraturen vad de kallas men vanligast är muzidi (plural: mizidi) men även nkumba förekommer. Utöver dessa benämningar förekommer ytterligare en rad olika termer för att beteckna de som laddats med en förfädersande, en så kallad nkuyu. Figurerna är en typ av relikfigur vilket betyder att de innehåller kraftfulla substanser vilket exempelvis kan vara delar av förfäderna i form av ben, naglar eller hår. Under 1900-talets början förvarade beembefamiljer ofta sådana skulpturer hemma eller i särskilda hus. Syftet var att locka en förfadersande (nkuyu) som skulle ge familjen skydd, hälsa och välgång. En rituell specialist kunde med hjälp av olika ritualer frammana andens kraft och fånga den i en figur. När anden var infångad i figuren kallades den nkuyu (även nkiteki, kiteki, sibiti, bimbi, mukuya, pl. biteki). Beembes konstnärliga traditioner har mycket gemensamt med andra kongogrupper, samtidigt är figurerna mycket karakteristiska och figurerna kallas ibland bara beembe. En tredje form är begravningsfigurer och miniatyrer av dessa. Sådana figurer kallas kimbi.

### Träfigurer
Träfigurerna är idealiserade förfädersavbildningar och de är oftast mycket välgjorda. En del av de nämnda beteckningarna för dessa figurer kommer från byn där de tillverkats, till exempel sibiti. De är ofta försedda med utarbetade dekorativa geometriska detaljer som representerar ärrtatueringar på överkroppen, och ögonen har inläggningar av andra material så som  keramik, porslin eller snäckskal. Figurerna är vanligtvis upprätt stående med lätt böjda knän. De har stora fötter med noggrant skulpterade tår. Sittande ställning förekommer mer sällan men det förekommer. Kvinnliga statyetter har en tydligt markerad, nästan fyrkantig, haka, en stor näsa och mun, fint skulpterade öron, och hårdetaljer i pannan. Händerna på manliga skulpturer är vanligtvis vända mot varandra som håller i redskap som representerar förfaderns yrke i livet. De har vanligtvis en liten hålighet mellan benen i vilken olika substanser, exempelvis hår, naglar eller andra delar av en död släktings kropp, infogades. Denna praxis gav figurerna skyddande krafter.
När substansen infogats stängdes ingången med en plugg eller annan förslutning. Man offrade till förfäderna genom prästen som kommunicerade via den laddade figuren som helgats av ndoki. Statyetter har ofta attribut som gör att de kan identifieras som medicinmän eller jägare. Förfädersdyrkan hos beembe är äldre än bruket av av nkisi, en typ av magiska föremål som brukats i hela Kongoområdet.

### Tygfigurer
Muzidi (eller muziri, pl. mizidi) är den vanligaste benämningen på figurer gjorda av textilier och växtmaterial även om den i några artiklar även sägs kunna användas för träfigurerna. De utgör en del av en tradition hos beembe, och även andra folk i regionen, och de kan innehålla ben av de döda, alternativt hår och naglar. Den döde grävdes upp och ett urval av benen samlades ihop och placerades i muzidin.
Det har gjorts analyser av figurer som ingår i bland annat Etnografiska museets samlingar där man konstaterat att de dock inte innehåller några ben. Dessa figurer har med andra ord samlats in innan de togs i bruk som relikfigurer.
Muzidi i tyg är oftast sittande med armarna utsträckta, ofta men en arm uppåt och en rakt ut. Kroppen utsmyckades med pärlor och ritade tatueringar med krita. De är inlindade eller täckta i rött tyg där den röda färgen har sagts symbolisera livet eller livskraft. De exemplar som finns kvar i samlingar runt om i världen på museer tyder på att tillverkarna gärna använde olika typer av importerade mönstrade tyger och varje exemplar är unikt i sitt utförande. Äldre figurer kan ha lokalt producerade tyger. Byborna offrade till dessa figurer i små gropar framför dem, bland annat genom att hälla palmvin i groparna. Det finns uppenbara likheter med det sydöstliga grannfolket bwendes (även babwende) niombofigurer men det är omdebatterat huruvida det handlar om samma tradition eller om de har olika ursprung. I beembesammanhang kallas dessa större begravningsfigurer samt miniatyrer av dessa kimbi.
Det finns de som menar att beembe och deras kultur har ett ursprung längre österut. Det är dock inte bevisat att det skulle finnas någon koppling till den östliga grupp i Tanganyikaområdet som också kallas bembe.

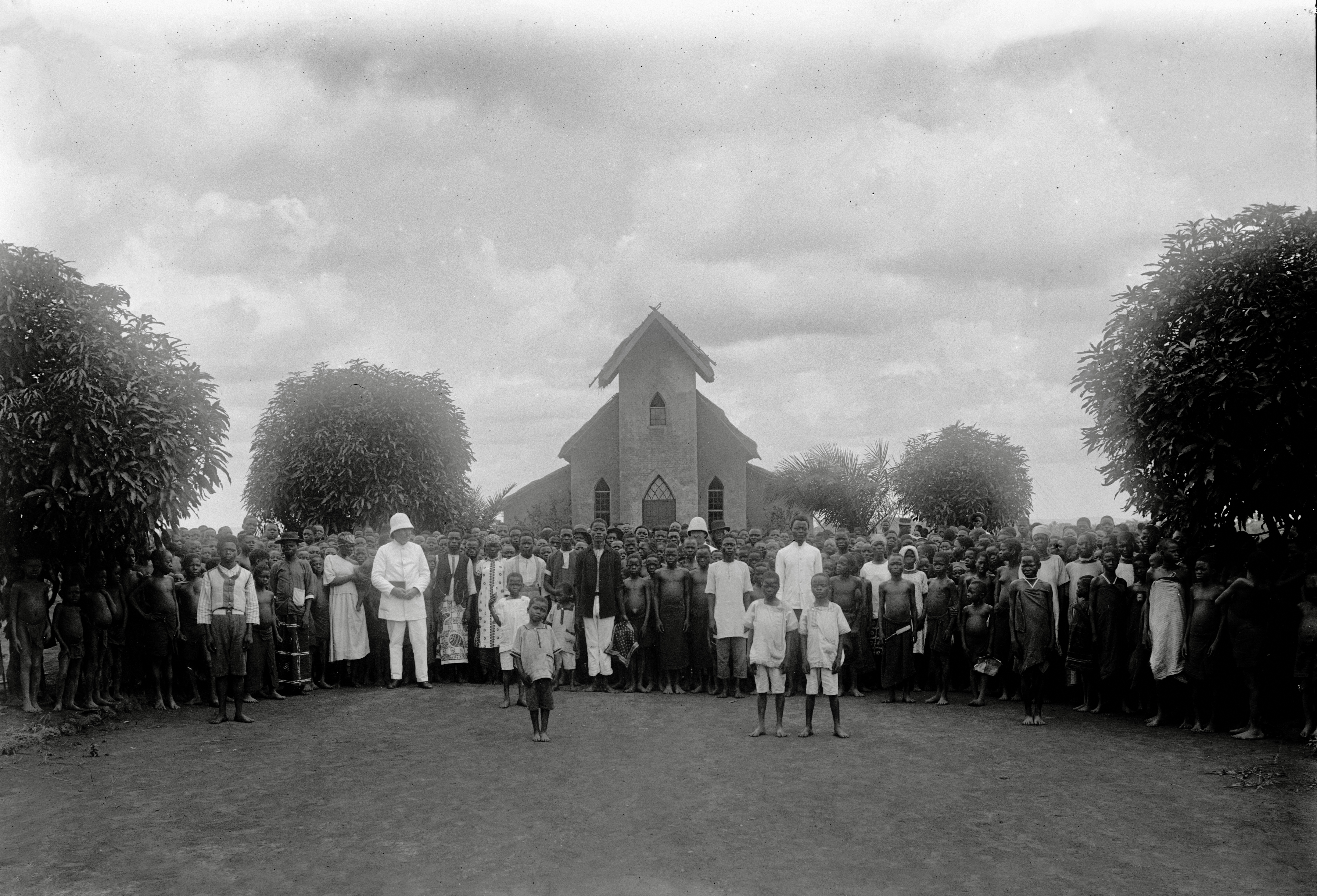
Kyrkan och församlingen, missionsstationen i Kolo, omkring 1920.

## Svenska kongomissionen och beembe
Många av de missionärer som var verksamma inom Svenska kongomissionen kom i kontakt med beembe under framför allt första halvan av 1900-talet vilket förklarar varför det finns så stora samlingar från Kongo och beembe i svenska museer. Missionsstationen Kolo i distriktet Moyondzi, Bouenzaprovinsen, låg cirka 180 km VNV om Brazzaville och grundades 1916 av missionärerna Henning Lindgren, Elof Arthur Fridlund och Simone Kavuna från Nganda, Kongo Kinshasa.
Den lokala befolkningen i trakten kring Kolo utgjordes av beembe. Andra missionärer som arbetat i området och skrivit om beembe är Karl Edvard Laman, Johan Hammar och Gustaf Samuel Jakobsson. Efraim Andersson var ytterligare en av dessa missionärer. Mot slutet av 30-talet fick han ett direkt uppdrag från Göteborgs etnografiska museum att samla föremål från området vilket resulterade i en stor samling vardagsföremål från just beembe. Bertil Söderberg, missionär och museiman, verksam vid Etnografiska museet, studerade musik hos beembe vilket han också skrivit om.